# Aljaški polotok
Aljaški polotok (angleško Alaska Peninsula) je ozek polotok na severozahodu ameriške zvezne države Aljaska, ki se razteza približno 800 kilometrov od Aljaškega gorovja na severovzhodu do prvih otokov Aleutov na jugozahodu. Aljaški polotok je naravna meja med Beringovim morjem in osrednjim delom Tihega oceana oziroma med Bristolskim in Aljaškim zalivom.
V ameriških virih obstaja tudi ime Aleutski polotok (angleško Aleut Peninsula ali Aleutian Peninsula), medtem ko se je v starejših ruskih virih ime Aljaški polotok (rusko полуостров Аляска, poluostrov Aljaska) nanašalo na celoten velik polotok na skrajnem severozahodu Severne Amerike, ki v sedanjosti tvori večino ozemlja ameriške zvezne države Aljaska, z izjemo južnega »ročaja« in otokov.
Aljaški polotok je eden treh večjih polotokov na zahodni obali Aljaske, skupaj s polotokom Kenai in Sewardovim polotokom.

## Geografija in podnebje
Aljaški polotok se razteza od Aljaškega gorovja proti jugozahodu. Aleutsko gorovje je gorska veriga, ki se razteza po celotni dolžini Aljaškega polotoka in vsebuje več aktivnih ognjenikov, ki so del pacifiškega ognjenega obroča. Tudi najvišji vrh tega gorovja, Mount Redoubt, je vulkan z nadmorsko višino 3108 metrov, vendar pa leži severovzhodno od Aljaškega polotoka. V sedanjosti je največ ognjeniških izbruhov na gori Mount Pavlof, ki ima nadmorsko višino 2515 ali 2518 metrov in leži na zahodu Aljaškega polotoka. Nekaj metrov nižji je Mount Veniaminof, ki leži na osrednjem delu Aljaškega polotoka. Nadaljevanje Aleutskega gorovja po skrajni zahodni točki Aljaškega polotoka je otočni lok Aleuti.
Južna obala Aljaškega polotoka je mesto stikanja pacifične in severnoameriške tektonske plošče, kar je prispevalo k nastajanju neravnega in goratega površja. Na severni obali je dežela ravna in močvirna, kar je posledica tisočletij stanovitne erozije, pa tudi redne potresne dejavnosti na celotnem Aljaškem polotoku. Severna obala je kalna in blatna, s pestro bibavico in plitvim morjem, medtem ko je na južni obali bibavica slaba, morje pa globoko in bistro.
Podnebje je oceansko in primerljivo s podnebjem na Aleutih. Na območju Atlantskega oceana primerljivo podnebje najdemo na Islandiji in v Škotski. Letna količina padavin je od 610 do 1650 milimetrov. Obalni predeli so pogosto izpostavljeni nevihtam, dežju in pihanju močnih vetrov. Pozimi se temperatura zraka giblje od -11 °C do 1 °C, poleti pa od 6 °C do 15 °C. Zmrzal se na višjih legah lahko pojavi neodvisno od letnega časa.
Na Aljaškem polotoku je več manjših naselij z nekaj deset ali nekaj sto prebivalci. V vseh naseljih večinoma živijo pripadniki aljaških domorodnih plemen, ki se vzdržujejo z ribolovom.

## Rastlinstvo in živalstvo
Rastlinski in živalski svet Aljaškega polotoka je večinoma neokrnjen. To ozemlje je med najbolj ohranjenimi življenjskimi prostori divjih in avtohtonih živali v Severni Ameriki. Rastlinski svet je večinoma nizek. Trave in grmovje na obalah in nižjih legah večinoma bujno poraščajo površje Aljaškega polotoka. Skoraj celotna južna obala je zavarovano območje tajge.
Na obalah Aljaškega polotoka gnezdijo številne vrste morskih ptic, v okoliških vodah pa lahko najdemo različne vrste tjulnjev in kitov ter morsko vidro in morske leve. Nekatere živalske vrste na Aljaškem polotoku so del populacij, ki živijo na širšem območju Beringovega morja. Grizli (Ursus arctos horribilis) in aljaški medved ali kodiak (Ursus arctos middendorfi) sta pogosti podvrsti rjavega medveda na Aljaškem polotoku in okoliških otokih. Medvedi Aljaškega polotoka se prehranjujejo tudi s pacifiškim ali rdečim lososom (Oncorhynchus nerka), ki je pogosta ribja vrsta in lahko živi tako v številnih večjih jezerih na polotoku kot tudi v okoliških vodah. Med kopenske živali Aljaškega polotoka štejejo tudi losi in volkovi, medtem ko je pogosta vrsta vodnih ptic barjanski snežni jereb (Lagopus lagopus).